# Rio Aramá
Rio Aramá är ett vattendrag i Brasilien.   Det ligger i delstaten Pará, i den norra delen av landet, 1 700 km norr om huvudstaden Brasília.
Trakten runt Rio Aramá består huvudsakligen av våtmarker. Runt Rio Aramá är det mycket glesbefolkat, med 2 invånare per kvadratkilometer.